# Eiksmarka Station
Eiksmarka Station (Eiksmarka stasjon) er en metrostation på Røabanen på T-banen i Oslo. Stationen blev åbnet 3. december 1951, mens banen var en forstadsbane. Efter ombygning til metrostandard genåbnede den i sin nuværende form 18. maj 1995.